# Elacomia borneensis
Elacomia borneensis là một loài bọ cánh cứng trong họ Cerambycidae.